# Christianoconcha quintalia
Christianoconcha quintalia es una especie de molusco gasterópodo de la familia Punctidae en el orden de los Stylommatophora.

## Distribución geográfica
Es  endémica de la Isla Norfolk. 